# Stigmaphyllon jobertii
Stigmaphyllon jobertii là một loài thực vật có hoa trong họ Malpighiaceae. Loài này được C.E.Anderson miêu tả khoa học đầu tiên năm 1993.